# Giro d'Italia 1953
Il Giro d'Italia 1953, trentaseiesima edizione della "Corsa Rosa", si svolse in ventuno tappe dal 12 maggio al 2 giugno 1953, per un percorso complessivo di 4 035 km. Fu il quinto trionfo di Fausto Coppi, che completò il percorso in 118h37'26", davanti all'elvetico Hugo Koblet e a Pasquale Fornara.
La corsa si decise nelle tappe conclusive: nella 19ª frazione (con traguardo a Bolzano) Coppi attaccò più volte Koblet, ma lo svizzero resistette ipotecando la vittoria finale. Koblet e Coppi strinsero un accordo: il Campionissimo, riconosciuta la superiorità dello svizzero, gli promise che non lo avrebbe attaccato l'indomani, in cambio della vittoria di tappa. La 20ª tappa fu però decisiva: Coppi non attaccò, ma chiese di farlo a Defilippis, che obbedì; Koblet si gettò all'inseguimento e a quel punto Coppi replicò, staccandolo e affrontando i tornanti del Passo dello Stelvio a un ritmo impossibile per gli avversari. Coppi scollinò in vetta con 2'17" su Fornara, 2'48" su Gino Bartali e 4'25" su Koblet. In picchiata verso Bormio Koblet (abile discesista) stava recuperando ma cadde in un tornante e poi forò. Coppi giunse al traguardo con 3'28" sullo svizzero.
Lo Stelvio, inserito per la prima volta nel percorso del Giro, è da allora considerato la Cima Coppi per antonomasia.

## Tappe
| Tappa  | Data      | Percorso                                 | km    | Vincitore di tappa  | Leader cl. generale |
| ------ | --------- | ---------------------------------------- | ----- | ------------------- | ------------------- |
| 1ª     | 12 maggio | Milano > Abano Terme                     | 263   | Wim van Est         | Wim van Est         |
| 2ª     | 13 maggio | Abano Terme > Rimini                     | 278   | Pasquale Fornara    | Guido De Santi      |
| 3ª     | 14 maggio | Rimini > San Benedetto del Tronto        | 182   | Albino Crespi       | Guido De Santi      |
| 4ª     | 15 maggio | San Benedetto del Tronto > Roccaraso     | 171   | Fausto Coppi        | Pasquale Fornara    |
| 5ª     | 16 maggio | Roccaraso > Napoli                       | 149   | Ettore Milano       | Pasquale Fornara    |
| 6ª     | 17 maggio | Napoli > Roma                            | 285   | Giuseppe Minardi    | Guido De Santi      |
| 7ª     | 18 maggio | Roma > Grosseto                          | 178   | Giovanni Corrieri   | Giovanni Corrieri   |
| 8ª     | 18 maggio | Grosseto > Follonica (cron. individuale) | 48    | Hugo Koblet         | Hugo Koblet         |
| 9ª     | 19 maggio | Follonica > Pisa                         | 114   | Rik Van Steenbergen | Hugo Koblet         |
|        | 20 maggio | giorno di riposo                         |       |                     |                     |
| 10ª    | 21 maggio | Pisa > Modena                            | 189   | Fiorenzo Magni      | Hugo Koblet         |
| 11ª    | 22 maggio | Aerautodromo di Modena (cron. a squadre) | 30    | Bianchi-Pirelli     | Hugo Koblet         |
| 12ª    | 23 maggio | Modena > Genova                          | 278   | Giorgio Albani      | Hugo Koblet         |
| 13ª    | 24 maggio | Genova > Bordighera                      | 256   | Oreste Conte        | Hugo Koblet         |
| 14ª    | 25 maggio | Bordighera > Torino                      | 242   | Pietro Giudici      | Hugo Koblet         |
| 15ª    | 26 maggio | Torino > San Pellegrino Terme            | 232   | Nino Assirelli      | Hugo Koblet         |
|        | 27 maggio | giorno di riposo                         |       |                     |                     |
| 16ª    | 28 maggio | San Pellegrino Terme > Riva del Garda    | 279   | Fiorenzo Magni      | Hugo Koblet         |
| 17ª    | 29 maggio | Riva del Garda > Vicenza                 | 166   | Bruno Monti         | Hugo Koblet         |
| 18ª    | 30 maggio | Vicenza > Auronzo di Cadore              | 186   | Bruno Monti         | Hugo Koblet         |
| 19ª    | 31 maggio | Auronzo di Cadore > Bolzano              | 164   | Fausto Coppi        | Hugo Koblet         |
| 20ª    | 1º giugno | Bolzano > Bormio                         | 125   | Fausto Coppi        | Fausto Coppi        |
| 21ª    | 2 giugno  | Bormio > Milano                          | 220   | Fiorenzo Magni      | Fausto Coppi        |
| Totale | Totale    | Totale                                   | 4 035 |                     |                     |

## Squadre e corridori partecipanti
| N.    | Cod. | Squadra         |
| ----- | ---- | --------------- |
| 1-7   | GIR  | Girardengo      |
| 8-14  | FRA  | Francia         |
| 15-21 | LOC  | Locomotief      |
| 22-28 | FIO  | Fiorelli        |
| 29-35 | GUE  | Guerra          |
| 36-42 | BIA  | Bianchi-Pirelli |
| 43-49 | ARB  | Arbos           |
| 50-56 | ATA  | Atala           |

| N.      | Cod. | Squadra    |
| ------- | ---- | ---------- |
| 57-63   | BAR  | Bartali    |
| 64-70   | BOT  | Bottecchia |
| 71-77   | FRE  | Fréjus     |
| 78-84   | GAN  | Ganna      |
| 85-91   | LEG  | Legnano    |
| 92-98   | BEN  | Benotto    |
| 99-105  | TOR  | Torpado    |
| 106-112 | WEL  | Welter     |

## Classifiche finali

### Classifica generale - Maglia rosa
| Pos. | Corridore         | Squadra    | Tempo      |
| ---- | ----------------- | ---------- | ---------- |
| 1    | Fausto Coppi      | Bianchi    | 118h37'26" |
| 2    | Hugo Koblet       | Guerra     | a 1'29"    |
| 3    | Pasquale Fornara  | Bottecchia | a 6'55"    |
| 4    | Gino Bartali      | Bartali    | a 14'08"   |
| 5    | Angelo Conterno   | Fréjus     | a 20'51"   |
| 6    | Stan Ockers       | Girardengo | a 24'14"   |
| 7    | Giovanni Roma     | Bottecchia | a 24'35"   |
| 8    | Guido De Santi    | Benotto    | a 25'06"   |
| 9    | Fiorenzo Magni    | Ganna      | a 25'39"   |
| 10   | Vincenzo Rossello | Ganna      | a 26'21"   |

### Classifica scalatori
| Pos. | Corridore        | Squadra    | Punti |
| ---- | ---------------- | ---------- | ----- |
| 1    | Pasquale Fornara | Bottecchia | ?     |
| 2    | Fausto Coppi     | Bianchi    | ?     |
| 3    | Gino Bartali     | Bartali    | ?     |